# Cormeilles, Eure

Cormeilles este o comună în departamentul Eure, Franța. În 1 ianuarie 2022 avea o populație de 1.136 de locuitori.